# Racemobambos
Els bambús del gènere Racemobambos, Mycrocalamus o Neomicrocalamus de la subfamília de les bambusòidies de la família de les poàcies. El gènere comprèn aproximadament 16 espècies, limitada als boscos muntanyosos de Malàisia, incloent l'arxipèlag de Bismarck y les illes Salomó.

## Taxonomia
- Racemobambos ceramica
- Racemobambos clarkei
- Racemobambos congesta (Pilger) Holttum
- Racemobambos gibbsiae (Stapf) Holttum
- Racemobambos gibbsil
- Racemobambos kutaiensis
- Racemobambos mannii
- Racemobambos microphyllus
- Racemobambos prainii
- Racemobambos raynalii Holttum
- Racemobambos rigidifolia Holttum
- Racemobambos schultzii
- Racemobambos tessellata Holttum
- Racemobambos yunnanensis